# 日本战后四大丑闻
日本战后四大醜聞造成当时日本政界巨大震动，分别导致四届内阁倒台，执政党重要人物下台并受到司法追究，对日本政治影响极其深远。這四大醜聞分別是1948年昭和电工事件、1954年造船疑狱、1976年洛克希德事件、1989年里库路特事件。